# شرکت سرمایه‌گذاری مبادله
سرمایه‌گذاری مبادله (عربی: مبادلة للاستثمار) شرکت دولتی سرمایه‌گذاری اماراتی است، که در سال ۲۰۱۷ تأسیس شد.